# Partido de los Trabajadores de Kurdistán
El Partido de los Trabajadores de Kurdistán (en kurdo: Partiya Karkerên Kurdistan PKK, en turco: Kürdistan İşçi Partisi) fue una organización que luchó por la liberación del Kurdistán, territorio que comprende partes de Irak, Siria, Irán y Turquía. Fue fundado el 27 de noviembre de 1978 en Turquía. Activo durante 40 años y liderado por Abdullah Öcalan, el 12 de mayo de 2025 anunció su disolución y la intención de deponer las armas como parte de una nueva iniciativa de paz con Turquía.
Según cifras oficiales, la guerra abierta entre el PKK y el Estado turco habría causado al menos 40.000 muertes desde 1984 hasta 2015, en su mayoría combatientes del PKK y civiles. Durante este periodo, gran parte del Kurdistán turco, conocido como Bakur, fue devastado por la estrategia de “tierra quemada” empleada por el ejército turco. En ese mismo año, el PKK trasladó sus bases al Kurdistán iraquí, donde las fuerzas armadas turcas llevan a cabo frecuentes incursiones y ataques aéreos.
El fundador del grupo es Abdullah Öcalan, condenado por la justicia turca a cadena perpetua por delitos de traición y separatismo, quien permanece preso desde 1999. En marzo de 2015, Abdullah Öcalan pidió en una carta enviada desde la cárcel con motivo del Noruz, el año nuevo persa, la convocatoria de un Congreso Extraordinario del PKK para certificar el final de la lucha armada contra el Estado turco, que ha durado ya más de tres décadas, y «para decidir las estrategias y tácticas políticas y sociales acordes con el espíritu de una nueva era». En el Noruz de 2013 Öcalan hizo el primer llamamiento a la declaración de un alto el fuego del PKK en el marco de las negociaciones de paz abiertas desde finales de 2012. En febrero de 2025 pidió en una nueva carta el abandono de la lucha armada desde la cárcel.
El PKK es considerado como organización terrorista tanto por el Estado turco, la Unión Europea y los Estados Unidos, que lo incluyó en su lista de organizaciones terroristas a petición de Turquía en 2004
El PKK luchaba por la independencia del Kurdistán y la autodeterminación de las minorías de las zonas de mayoría kurda, siguiendo un modelo confederalista democrático, una ideología que enfatiza el autogobierno de las propias comunidades (democracia directa), el feminismo (jineología) y el anticapitalismo; sintetiza elementos marxistas con elementos anarquistas. Hasta su disolución, el PKK luchaba por lograr autonomías democráticas en las diferentes partes donde existe el pueblo kurdo, manteniendo un ideal de construcción de una sociedad comunitaria y socialista desde las propias tradiciones de su pueblo.
Desde hace algunos años, el PKK ha ido abandonando sus ideas marxistas-leninistas, las cuales, luego de un proceso de discusión iniciado en la década de 2000, lo llevó a ir dejando de lado estos principios por otros nuevos, que incorporan elementos ecologistas y confederalistas, inspirados en ideólogos como el ecoanarquista y municipalista libertario estadounidense Murray Bookchin. Esta nueva teoría ha tomado el nombre de "confederalismo democrático", y su principal impulsor ha sido Öcalan.

## Historia

### Antecedentes
Öcalan, estudiante de Ciencias Políticas, tomó contacto con activistas políticos y culturales que abordaban la cuestión kurda. Estos opinaban que el problema del Kurdistán podía ser resuelto a través de una serie de reformas, para lo cual volcaron su actividad en el desarrollo de actividades culturales. Por el contrario, Öcalan había comenzado una ofensiva política en 1972 con una conferencia sobre los problemas de la etnia minoritaria kurda en Turquía, afirmando que en Turquía no existía una sola nación, sino que también existía la nación kurda. A partir de entonces, el grupo comenzó una intensa actividad política marcando su ideario en el antifascismo, lo cual le permitió ganar un importante número de adeptos en la comunidad universitaria y comenzó a trabajar en la Unión de Estudiantes de Ankara (Ayod).

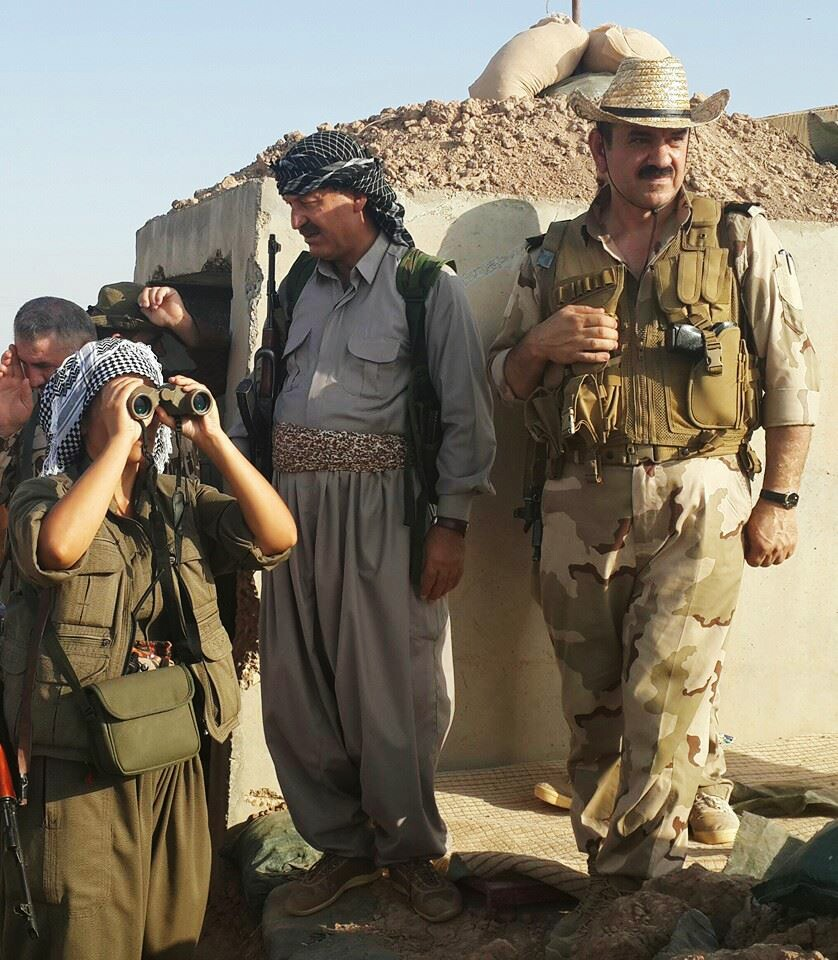
Guerrilleros del PKK y milicianos Peshmergas.

En este momento comenzó a desarrollarse el cuerpo ideológico del PKK, basado en el antifascismo y un nacionalismo kurdo opuesto al chovinismo y al racismo. También en este momento comenzó un intenso debate entre la izquierda tradicional turca y el nacionalismo kurdo.

### Fundación

Primera bandera del PKK, utilizada hasta 1995.

Öcalan fundó informalmente el partido en 1973 y el grupo comenzó sus actividades en los territorios kurdos de Turquía, principalmente en Urfa, Mus, Batman y Dersim.
En 1977 tuvo lugar una Asamblea General del PKK a la que asistieron más de 100 representantes de diversas profesiones y observadores de otras organizaciones de izquierdas, mostrando el gran crecimiento del grupo y su paulatina integración en el Kurdistán turco. El PKK tomó la determinación de extender la organización hacia otros poblados y ciudades kurdas. En otoño de ese mismo año se publicó el manifiesto Camino para la emancipación kurda, que dio un marco político al grupo, que hasta entonces había tenido un papel principalmente ideológico y cultural.
El PKK comenzó oficialmente la lucha armada contra el Estado turco el 15 de agosto de 1984. Según el Gobierno de Turquía, un total de aproximadamente 40.000 personas perdieron la vida en combates entre las Fuerzas Armadas de Turquía (con alrededor de 9.000 bajas) y los milicianos del PKK (con alrededor de 31.000 bajas) desde esa fecha hasta 2015.
Se estima que, a principios de 2015, el PKK cuenta con una fuerza de combate de aproximadamente 30.000 milicianos. Su táctica de combate se basa principalmente en guerra de guerrillas en las zonas montañosas al este y sudeste de Turquía (el Kurdistán turco) aunque también han perpetrado ataques en zonas urbanas.

### Evolución hacia el confederalismo democrático

Bandera de la Confederación de Pueblos del Kurdistán, órgano dirigido por el PKK que coordina a los kurdos de diferentes territorios.

Desde la década de 2000 el PKK comenzó a cuestionar si la lucha armada era la vía correcta para alcanzar la independencia del Kurdistán. En 2005 se publica un breve libro de la mano de Öcalan que expone un nuevo concepto: el confederalismo democrático. Esta nueva corriente ideológica, basada en la ecología social de Murray Bookchin, si bien no rechaza la posibilidad de la independencia, afirma que aceptarían una confederación, esto es, que las partes del Kurdistán divididas entre varios Estados (Irak, Siria, Irán y Turquía) gocen de un alto grado de autogobierno, de manera similar a un Estado confederal.
La principal organización que se ha encargado de solidificar estas nuevas teorías ha sido la Koma Civakên Kurdistan (KCK) o Confederación de Pueblos del Kurdistán, creada durante el encarcelamiento de Öcalan. Esta organización es la encargada de coordinar ideológicamente a todas las organizaciones vinculadas al movimiento de liberación kurdo, y engloba más de 600 organizaciones sociales, políticas y culturales de los cuatro territorios que conforman el Kurdistán.

### Disolución de la estructura del partido
El 27 de febrero de 2025 el fundador y líder del PKK Abdullah Öcalan desde la prisión de máxima seguridad de İmralıpidió en una carta el abandono de la lucha armada desde la cárcel señalando que “No hay, ni puede haber, un camino fuera de la democracia para las reformas y la búsqueda de un nuevo sistema”,  asumiendo “la responsabilidad histórica de este llamamiento al desarme”.
El 8 de mayo, el presidente de Turquía Erdogan adelantó en una reunión de su partido que el desarme del  PKK se anunciaría pronto.
El 12 de mayo de 2025 el PKK hizo pública la decisión de abandonar la lucha armada   Se anunció con un comunicado difundido a los medios de comunicación turcos en el que se señalaba: “El 12º Congreso del PKK ha decidido disolver la estructura organizativa del PKK y poner fin al método de la lucha armada, cuyo proceso de aplicación será dirigido y llevado a cabo por el líder APO (Öcalan), poniendo fin así a las actividades realizadas bajo el nombre del PKK”.